# North Gates
North Gates – jednostka osadnicza w Stanach Zjednoczonych, w stanie Nowy Jork, w hrabstwie Monroe.